# Açude São Mateus
O Açude São Mateus é um açude brasileiro no estado do Ceará, localizado no municípios de Canindé, que barra as águas do rio Canindé, um afluente do rio Curu, e foi concluído em 1957.
Sua capacidade de amarzenamento de água é de 10.340.000 m³.